# Nova Varoš
Nova Varoš (in serbo Нова Варош?) è una città e una municipalità del distretto di Zlatibor nel sud-ovest della Serbia centrale.